# Сай'ондзі Кіммоті
Сай'о́ндзі Кіммо́ті (яп. 西園寺公望, さいおんじきんもち; 7 грудня 1849 — 24 листопада 1940) — японський політичний і державний діяч, дипломат, аристократ. 35-й голова роду Сай'ондзі. Випускник Сорбонни. 12-й і 14-й прем'єр-міністр Японії (7 січня 1906 — 14 червня 1908, 30 серпня 1911 — 21 грудня 1912). Міністр культури (1896, 1898),  міністр закордонних справ (1896, 1906), голова Таємної ради (1900—1903). 2-й голова Товариства друзів конституційного уряду. Герцог, ґенро, депутат Палати перів японського Парламенту. Кавалер Ордену Хризантеми. Псевдонім — То́ан.

## Біографія

### Молоді роки
Сайондзі Кіммоті народився 7 грудня 1849 року в Кіото, в родині аристократа Токудайдзі Кіндзумі. Його старший брат Саненорі займав посади міністра печатки і голови прислужників Імператора Мейдзі, а молодший Томодзумі був спадкоємцем купецького дому Сумітомо. Коли хлопцю було 3 роки, він отримав ім'я Кіммоті. Через рік його віддали названим сином до бездітного аристократичного роду Сай'ондзі, який виховав його своїм спадкоємцем.
Кіммоті розпочав свою службу при дворі як наближений Імператора Комея. Після реставрації Мейдзі 1868 року він зайняв посаду молодшого радника і сприяв поверненню опального Івакури Томомі до уряду. В ході громадянської війни 1868—1869 років Кіммоті виконував обов'язки генерала-пацифікатора. Він підкорив Імператорській владі автономні уділи Західної і Північної Японії, і брав участь в ліквідації сепаратистського Північного союзу.
1871 року Кіммоті виїхав на стажування до Франції, де поступив до Сорбонни вивчати юриспруденцію. Перебуваючи закордоном до 1880 року, він познайомився із Жоржем Клемансо та Накае Тьоміном, а також зацікавився французьким лібералізмом. Після повернення на батьківщину молодий аристократ взяв участь у громадянському русі за волю та народні права, спільно з Тьоміном відкрив газету «Свобода сходу» і став її головним редактором. Проте невдовзі він полишив роботу за наказом Імператора.

### На державній службі
У 1882 уряд доручив Кіммоті зайнятися розробкою проекту Конституції Японії. З цією метою він спільно з Іто Хіробумі виїхав до Європи, де вивчав місцевий монархічний устрій. 1884 року, повернувшись до Японії, Імператор Мейдзі нагородив Кіммоті титулом графа, а наступного року призначив послом Австро-Угорщині. Двома роками поспіль аристократ очолив японське посольство в Німецькій імперії та Бельгії. 1891 року він повернувся на батьківщину і зайняв посаду голови Відділу нагород при кабінеті міністрів. 
У 1893 призначено віце-головою Товариства вивчення цивільного права і віце-головою Палати перів японського Парламенту. Наступного року він увійшов до складу Таємної ради та повторно очолив Відділ нагород.
У 1884 став міністром культури в другому кабінеті Іто Хіробумі, а згодом паралельно зайняв крісло міністра іноземних справ. 1898 року він знову отримав призначення на пост міністра культури в третьому кабінеті, а в жовтні 1900 року став головою Таємної ради. Того ж року разом із прем'єром Кіммоті заснував політичну партію — Товариство друзів конституційного уряду. В грудні 1900 року, після відставки четвертого кабінету Іто, він тимчасово виконував обов'язки прем'єр-міністра Японії.
В липні 1903, коли Іто Хіробумі очолив Таємну раду, Кіммоті перебрав на себе головування в Товаристві друзів конституційного уряду. Користуючись порадами Мацуди Масахіси та Хари Такасі він реформував партію, яка була під загрозою розпаду. 1905 року, незважаючи на загальнонаціональні протести,  Кіммоті дав добро на підписання Портсмутського мирного договору, який поклав кінець російсько-японській війні.

### Прем'єр і ґенро
В січні 1906 року і серпні 1911 року Кіммоті двічі займав крісло прем'єр-міністра Японії. 1912 року він був змушений піти у відставку через конфлікт із Імперською армією Японії, спричинений відмовою прем'єра збільшувати чисельність військ та розмір державних дотацій армії. Після відставки Імператор Тайсьо нагородив похилого аристократа почесним званням ґенро.
1913 року, під час розростання демократичного руху на захист Конституції, Кіммоті склав з себе головування в Товаристві друзів конституційного уряду через радикалізацію організації. Наступного року він відмовився стати керівником нового уряду й підтримав на посаду прем'єра свого протеже по партії Хару Такасі.

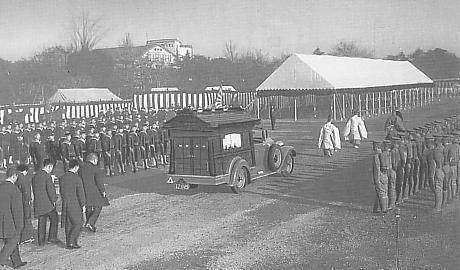
Державні похорони Сай'ондзі Кіммоті.

Через похилий вік Кіммоті уникав активної публічної діяльності. Його останнім виходом на міжнародну арену стала участь в Паризький мирній конференції 1919 року, на якій він очолив японську делегацію і захищав інтереси своєї країни в розподілі світу після Першої світової війни. 1920 року за заслуги перед державою Кіммоті нагородили титулом герцога.
Після смерті Ямаґати Арітомо та Мацукати Масайосі, Кіммоті став останнім ґенро. Він відігравав роль «сірого кардинала» в японській політиці і мав право затверджувати нових кандидатів на посаду прем'єр-міністра країни. Кіммоті сприяв дотриманню Конституції, був прибічником партійного формування кабінетів міністрів і намагався стримувати тиск військових на уряд. Однак наприкінці життя, після інциденту 15 травня 1932 року й початку мілітаризації Японії, Кіммоті став поступово втрачати контроль над державними справами. У зв'язку з цим, 1937 року, він склав з себе членство у Таємній раді при Імператорі Японії й усамітнився в своєму маєтку в Окіцу в префектурі Сідзуока.
24 листопада 1940 року, передбачаючи крах Японської імперії через надмірне втручання збройних сил у політику, Кіммоті помер. Поховали його з урочистостями за державний кошт в Токіо. За заповітом його архів покійного спалили.